# قیفاووس
قیفاووس (معادل عربی:سلطان، معادل لاتین:Cep) یکی از پیکرهای آسمانی شمالی است.
مساحت آن ۵۸۸ درجه مربع است.

## افسانه
هم‌نام اساطیری آن یعنی سفئوس شوهر کاسیوپیا (هم‌نام پیکر آسمانی ذات‌الکرسی) و پدر آندرومدا (هم‌نام پیکر آسمانی زن برزنجیر) به‌شمار می‌آید.

## ستاره‌ها
1. آلفا قیفاووس (روشنترین ستاره آن) که به نام ذراع‌الیمین طیف آن A7 IV قدرش۲٫۴ و فاصله‌اش تا ما ۴۹ سال نوری است
2. دلتا قیفاووس (چهارمین ستاره روشن آن) یک نمونه از ستارگان نخستین متغییری است که تحت نام قیفاووسی شناخته می‌شود دقیقاً ظرف مدت ۵٫۳۶۶۳۴۱ روز قدر و نوعش از ۳٫۵ با طیف F۵ به قدر ۴٫۴ و طیف G۲ تغییر می‌یابد.

در حال حاضر صدها ستاره تحت عنوان ستارگان قیفاووسی طبقه‌بندی شده‌اند. اینها ستاره‌هایی اند با قدر روشنی متغیر. علت این تغییر روشنی تپش ستاره است. حجم این قبیل ستاره‌ها متناوباً زیاد و کم می‌شود و تغییر روشنی را سبب می‌شود. نجوم دین خاصی به این ستاره‌ها دارد. قیفاوسی‌ها در برآورد دورترین نقاط جهان کمک بزرگی به‌شمار می‌آیند. فاصله کهکشانهای مجاور با کمک این ستاره‌های متغیر تعیین می‌شود.

## اجرام عمقی آسمان
صورت فلکی قیفاووس به دلیلل قرار گرفتن در مسیر کهکشان راه شیری از لحاظ اجرام غیر ستاره‌ای غنی است.
- ان‌جی‌سی ۱۸۸
- آی‌سی ۱۳۹۶
- ان‌جی‌سی ۷۰۲۳
- ان‌جی‌سی ۶۹۵۱
- ان‌جی‌سی ۷۱۶۰
- ان‌جی‌سی ۷۵۳۸